# Neuhaus (Amt Neuhaus)
Pour les articles homonymes, voir Neuhaus.
 (octobre 2024).
Si vous disposez d'ouvrages ou d'articles de référence ou si vous connaissez des sites web de qualité traitant du thème abordé ici, merci de compléter l'article en donnant les références utiles à sa vérifiabilité et en les liant à la section « Notes et références ».
Neuhaus est un quartier de la commune d'Amt Neuhaus, dans le Land de Basse-Saxe.

## Géographie
Le village se trouve à 20 km à l'est de Lunebourg et à l'est de la Krainke sur la Bundesstraße 195.

## Histoire
Au nord-ouest du centre se trouvent les vestiges du château de Neuhaus du duché de Saxe-Lauenbourg.
En 1848, Neuhaus compte 87 habitations dans lesquelles vivent 874 habitants. À cette époque, le lieu est un siège paroissial avec une église et une chapelle. Il y a deux écoles. Au 1er décembre 1910, Neuhaus compte 1 037 habitants sous le nom de Neuhaus an der Elbe dans l'arrondissement de Bleckede. De 1912 à 1972, Neuhaus est relié à la ligne de Brahlstorf à Neuhaus. Après la réunification allemande, la commune passe du Mecklembourg-Poméranie occidentale à la Basse-Saxe dans l'arrondissement de Lunebourg le 30 juin 1993. Le 1er octobre 1993, Neuhaus est incorporé à la commune nouvellement fondée d'Amt Neuhaus.

## Religion
Il y a un cimetière juif à Neuhaus, l'un des trois de l'arrondissement.
Il y a une église protestante et une église catholique à Neuhaus. L'église protestante, construite en colombages, se dresse sur la place de l'église. La paroisse appartient à la paroisse de Bleckede.
L'église catholique Notre-Dame-de-l'Assomption, située sur la Kirchstraße, est conçue par Josef Fehlig et consacrée en 1951 par l'évêque de Hildesheim Joseph Godehard Machens. Elle appartenait également au diocèse ouest-allemand de Hildesheim pendant la RDA, mais était subordonné à l'administrateur apostolique de Schwerin. Aujourd'hui, l'église appartient à la paroisse Notre-Dame-des-Roses de Bleckede.

## Personnalités
- Carl Peters, explorateur et colonisateur.